# Uszty-cilmai járás

Az Uszty-cilmai járás Komiföldön

Az Uszty-cilmai járás (oroszul Усть-Цилемский район, komi nyelven Чилимдін район) Oroszország egyik járása Komiföldön. Székhelye Uszty-Cilma.

## Népesség
- 2002-ben 15 408 lakosa volt, melynek 91,3%-a orosz, 6,3%-a komi, 0,7%-a ukrán.
- 2010-ben 13 036 lakosa volt, melynek 93%-a orosz, 5,1%-a komi, 0,6%-a ukrán.